# 妖怪宅院
《妖怪宅院》是創作的日本漫畫。於2015年3月27日發售的《月刊Comic Alive》2015年5月號開始發表，後來移籍至於2017年7月27日發售的《月刊COMIC CUNE》2017年9月號雜誌發表，於2020年8月27日發售的《月刊COMIC CUNE》2020年10月號發表最終回。在發售第6冊單行本時，推出附帶廣播劇CD特裝版。已出版8冊單行本。作品故事主要描述妖怪宅院管理員宫塚真步路與居住於該宅院的妖怪一同度過的日常。

## 登場人物
宫冢真步路（配音：早瀨莉花）
擔任妖怪宅院管理員的16歲女高中生。
妮妮（配音：沼倉愛美）
貓又。
岐（配音：久野美咲）
座敷童子。
玖雨狐（配音：喜多村英梨）
妖狐。喜歡使用妖術惡作劇。
雪芽（配音：影山灯）
住在冷藏室的雪女。
高梨繪美（配音：德井青空）
來自大阪的轉學生。媽媽是德國人。

## 單行本
| 冊數 | KADOKAWA       | KADOKAWA                                                          |
| 冊數 | 發售日期       | ISBN                                                              |
| ---- | -------------- | ----------------------------------------------------------------- |
| 1    | 2015年12月22日 | ISBN 978-4-0406-7861-0                                            |
| 2    | 2016年7月23日  | ISBN 978-4-0406-8257-0                                            |
| 3    | 2017年3月23日  | ISBN 978-4-0406-9122-0                                            |
| 4    | 2017年12月22日 | ISBN 978-4-0406-9523-5                                            |
| 5    | 2018年10月23日 | ISBN 978-4-0406-5214-6                                            |
| 6    | 2019年5月23日  | ISBN 978-4-0406-5434-8 ISBN 978-4-0406-5435-5（附廣播劇CD特裝版） |
| 7    | 2020年1月23日  | ISBN 978-4-0406-4315-1                                            |
| 8    | 2020年10月23日 | ISBN 978-4-0406-4965-8                                            |

## 外部連結
- 妖怪宅院（页面存档备份，存于）於COMIC CUNE網站的內容（日語）